# Wyjec rudy
Wyjec rudy (Alouatta seniculus) – gatunek ssaka naczelnego z podrodziny wyjców (Alouattinae) w obrębie rodziny czepiakowatych (Atelidae). 

## Taksonomia
Gatunek po raz pierwszy zgodnie z zasadami nazewnictwa binominalnego opisał w 1766 roku szwedzki przyrodnik Karol Linneusz, nadając mu nazwę Simia seniculus. Miejsce typowe to Kartagena, w departamencie Bolivar, w Kolumbii (łac. Habitat Carthagenæ in fylvis ad flavium). Linneusz swój opis oparł na „Singe rouge de Cayenne” Mathurina Jacques’a Brissona oraz na okazie zebranym przez Nikolausa von Jacquina w Kartagenie.
Podgatunki juara i puruensis zostały przez niektóre ujęcia systematyczne uznane za gatunki odrębne od A. seniculus, ale dane molekularne potwierdzają ich rozpoznanie jako podgatunki. 
Autorzy Illustrated Checklist of the Mammals of the World rozpoznają trzy podgatunki. Podstawowe dane taksonomiczne podgatunków (oprócz nominatywnego) przedstawia poniższa tabelka:
| Podgatunek      | Oryginalna nazwa             | Autor i rok opisu | Miejsce typowe                   | Holotyp |
| --------------- | ---------------------------- | ----------------- | -------------------------------- | --- |
| A. s. juara     | Alouatta juara               | D.G. Elliot, 1910 | Rzeka Juara, Amazonia, Peru.     | Skóra, czaszka i szkielet pozaczaszkowy dorosłego samca (sygnatura BMNH Mammals 1903.9.1.1) ze zbiorów Muzeum Historii Naturalnej w Londynie; okaz zebrany w lutym 1902 roku.                                                                         |
| A. s. puruensis | Alouatta seniculus puruensis | Lönnberg, 1941    | Rzeka Purus, Amazonia, Brazylia. | Lektotyp wyznaczony w 2006 roku przez Renato Gregorina: skóra, czaszka i szkielet pozaczaszkowy dorosłego samca (sygnatura NRM A63 1217) ze zbiorów Naturhistoriska riksmuseet w Sztokholmie; okaz zebrany 10 grudnia 1935 roku przez Alfonso Olallę. |

### Etymologia
- Alouatta: lokalna, karaibska nazwa arawata dla wyjców[23].
- seniculus: łac. seniculus „staruszek” (tj. siwowłosy), od senex, senis „starsza osoba”; przyrostek zdrabniający -ulus[24].
- juara: rzeka Juara, Peru[7].
- puruensis: rzeka Purús, Brazylia[25].

## Zasięg występowania
Wyjec rudy występuje w zależności od podgatunku:
- A. seniculus seniculus – wyjec rudy – lesiste tereny Kolumbii (z wyjątkiem wybrzeża Oceanu Spokojnego i pustynnych terenów półwyspu Guajira na dalekiej północy), północno-zachodnia Wenezuela (wokół jeziora Maracaibo), amazońska część Brazylii (na północ od rzeki Solimões i na południe od rzeki Negro), wschodni Ekwador i wschodnie Peru (na wschód od Andów, na wschód od rzeki Huallaga, do górnych biegów rzek Marañón, Napo i Putumayo).
- A. seniculus juara – wyjec nadrzeczny – zachodnia część amazońskiej Brazylii na południe od rzeki Solimões, rozciągająca się na zachód do amazońskiej części Peru, w dorzeczu rzeki Juruá i, uznając formę amazonica za synonim, rozciągającą się przez rzekę Solimões do międzyrzecza rzek Japurá i Negro; granica zachodnia nieznana.
- A. seniculus puruensis – wyjec brazylijski – brazylijska część Amazonii, od dorzecza rzeki Juruá na wschód do dolnego biegu rzeki Madeira i środkowego biegu rzeki Aripuana, rozciągająca się na wschód przez górny bieg rzeki Aripuana do rzeki Teles Pires, na południe zasięg ograniczony do północnej części rzeki Abuna, lewobrzeżnego dopływu rzeki Madeira rozciągającego się wzdłuż północnej granicy Boliwii; występowanie w północnej Rondônii na południe od rzeki Ji-Paraná niepewne, chociaż występuje w południowej Rondônii, nad rzeką Mamore-Guapore, w Serra dos Pacaás Novos i na wschodzie przez Serra dos Parecis do rzeki Teles Pires.

## Morfologia

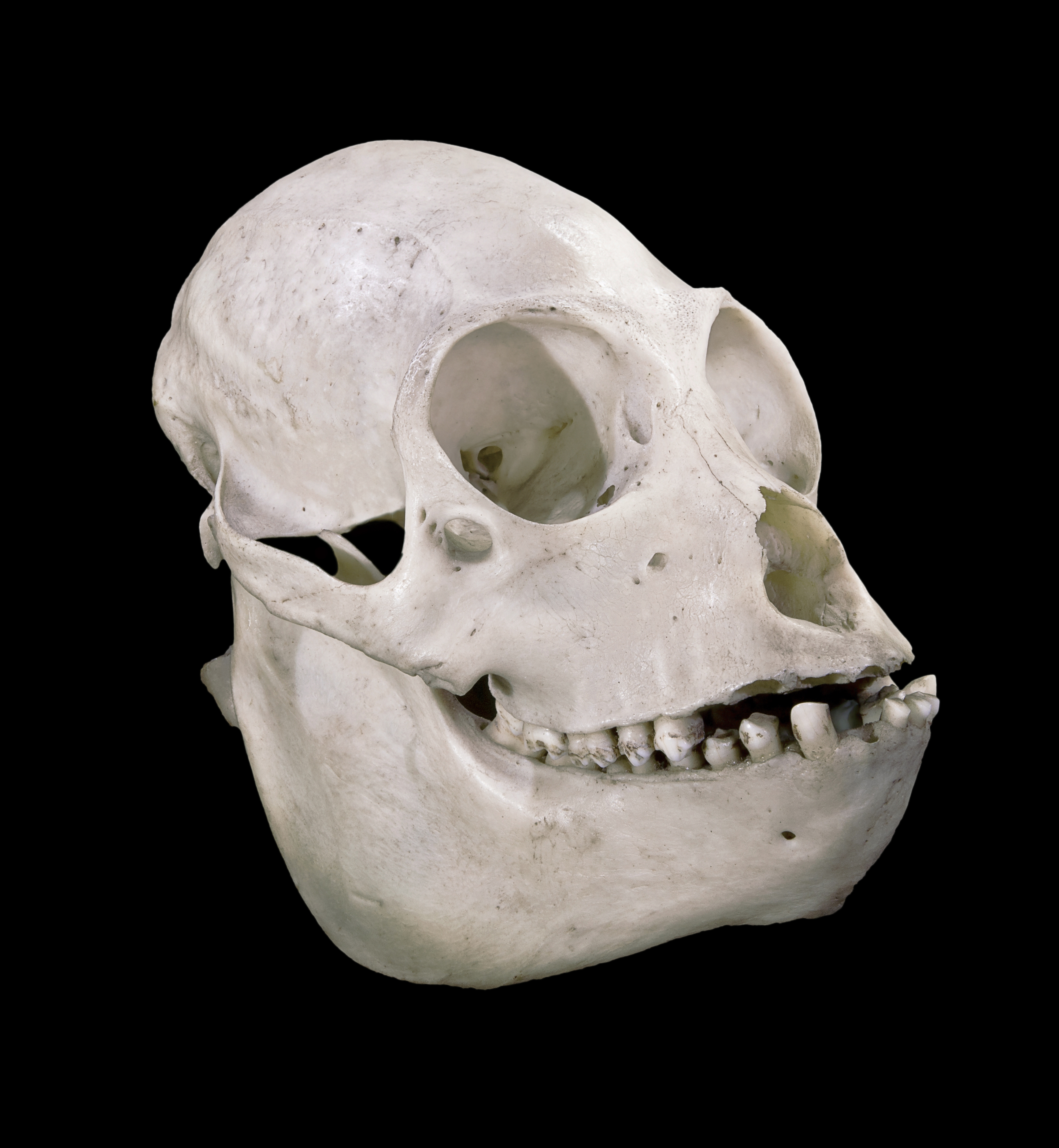
czaszka

Długość ciała (bez ogona) samic 48–57 cm, samców 51–63 cm, długość ogona samic 52–69 cm, samców 57–80 cm; masa ciała samic 4,1–7 kg, samców 5,4–9 kg. Duża małpa o ciemnoczerwonym lub purpurowo-brązowym ubarwieniu. Grzbiet i boki jaśniejsze, jaskrawo ubarwione pomarańczowo-czerwono lub złocisto. Głowa jest duża, u samców z wydatnymi workami krtaniowymi. Broda mniej lub bardziej wykształcona, znacznie dłuższa u samców niż u samic. Silnie rozwinięta górna partia ciała, o mocnych ramionach. Dolna część ciała w porównaniu z górną wydaje się mała i słabo rozwinięta. Twarz w przeważającej części naga i czarna. Długi ogon o spłaszczonej, nieowłosionej końcówce, zapewniającej pewny chwyt. Ogon, broda i kończyny dolne są u silnych, starych samców często czarne. Wenezuelskie odmiany wyjców są ubarwione prawie jednolicie purpurowo-czerwono.

## Ekologia
Wyjec rudy zamieszkuje tropikalne lasy deszczowe do wysokości 1200 m n.p.m. Większość życia spędzają na drzewach. W poruszaniu się wśród gałęzi pomaga im chwytny ogon. Żyją w grupach rodzinnych (składających się z 5–10 osobników), którym przewodzi silny samiec. Młode samce są wypędzane przez dominującego osobnika z grupy rodzinnej. Samce po objęciu grupy, zabijają nie swoje młode. Są aktywne za dnia, kiedy to poszukują w koronach drzew oraz wśród lian, pożywienia. Zachowują się spokojnie i poruszają wolno, na tyle ostrożnie, że są trudne do zauważenia. Jedynie odchody spadające na ziemię, zdradzają obecność wyjców w koronach drzew. W razie zagrożenia celują odchodami i moczem w intruza. Często przebywają na gałęziach tuż nad powierzchnią wody. Schodzą wówczas na brzeg, gdzie piją wodę i zlizują sól z piaszczystych łach oraz zjadają bogatą w składniki mineralne glebę. Wyjce żywią się owocami, kwiatami oraz nadającymi się do jedzenia liśćmi. Śpią do 15 godzin na dobę. O świcie często nawołują się, wydając charakterystyczne odgłosy, które słychać w promieniu 5 kilometrów. U samców kość gnykowa jest silnie skostniała i służy jako rezonator. Wycie służy do komunikacji wewnątrz grupy, informacji o rewirze i jest demonstracją siły danej grupy.
Sezon rozrodczy przypada na okres od maja do lipca. Dominujący samiec kopuluje z samicami w obrębie grupy. Ciąża u samicy trwa 186–194 dni. Po tym okresie samica wydaje na świat jedno młode, o masie urodzeniowej 263 g, które nosi później ze sobą. Dojrzałość płciową samce uzyskują w 7. roku życia, natomiast samice dwa lata wcześniej. Tylko 25% młodych przeżywa pierwszy rok życia.

## Wrogowie
Głównym wrogiem wyjca jest harpia wielka. Innymi drapieżnikami, które stanowią zagrożenie dla wyjców są jaguar amerykański, puma płowa, majkong krabożerny, ocelot wielki, kajman oraz boa dusiciel. Na wyjce polują też Indianie za pomocą dmuchaw oraz łuków i strzał.

## Status zagrożenia i ochrona
W Czerwonej księdze gatunków zagrożonych Międzynarodowej Unii Ochrony Przyrody (IUCN) został zaliczony do kategorii LC (ang. least concern ‘najmniejszej troski’). Jest gatunkiem stosunkowo licznym, szczególnie na obszarach górnej Amazonii. Potrafi żyć na obszarach leśnych o małej powierzchni.
IUCN za osobne gatunki uznaje wyjca nadrzecznego (A. juara) i wyjca brazylijskiego (A. puruensis); klasyfikuje je, odpowiednio, jako gatunek najmniejszej troski i gatunek narażony (VU, vulnerable).